# Polymixis flavicinctamajor
Polymixis flavicinctamajor là một loài bướm đêm trong họ Noctuidae.